# Avelar
Abellar (en portugués y oficialmente Avelar) es una freguesia portuguesa del municipio de Ansião, con 8,48 km² de superficie y 2169 habitantes (2001). Su densidad de población es de 246,3 hab/km².